# Скляр, Григорий Аникеевич

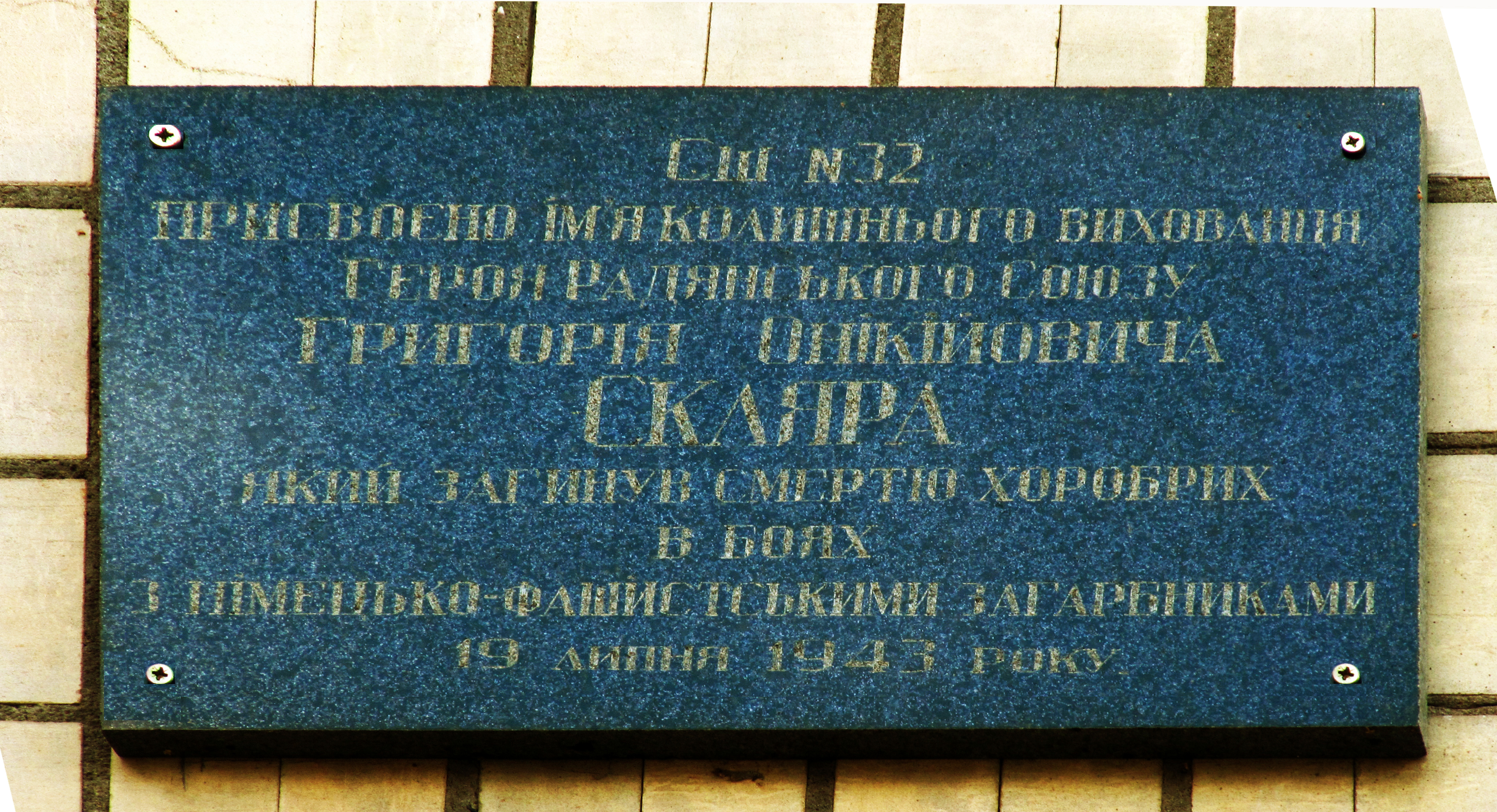
Памятная доска на новом здании школы № 32 в Кривом Роге

Григорий Аникеевич Скляр (23 апреля 1917, Кривой Рог, Херсонская губерния — 19 июля 1943, Болховский район, Орловская область) — советский военный, капитан Рабоче-крестьянской Красной армии, участник Великой Отечественной войны, Герой Советского Союза (1944).

## Биография
Родился 23 апреля 1917 года в посёлке железнодорожной станции Шмаково (ныне в черте города Кривой Рог) в семье рабочего.
После окончания десяти классов школы работал на железной дороге весовщиком, учётчиком, сцепщиком вагонов.
В 1938 году был призван на службу в Рабоче-крестьянскую Красную армию. Окончил интендантскую школу. С августа 1941 года — на фронтах Великой Отечественной войны. Участвовал в Сталинградской битве.
К июлю 1943 года гвардии капитан Григорий Скляр командовал батальоном 221-го гвардейского стрелкового полка 77-й гвардейской стрелковой дивизии 61-й армии Брянского фронта. Отличился во время Курской битвы. 19 июля 1943 года батальон Скляра успешно освободил посёлок Однониток Болховского района Орловской области и, заняв позиции, отразил десять ожесточённых немецких контратак, уничтожив 7 танков и около 300 солдат и офицеров противника. Во время тех боёв в наблюдательный пункт командира батальона попал вражеский снаряд, Скляр погиб. Первоначально был похоронен в посёлке Однониток, позднее перезахоронен в посёлке Дубровский Болховского района.
Указом Президиума Верховного Совета СССР от 4 июня 1944 года за «мужество, отвагу и героизм, проявленные в борьбе с немецкими захватчиками» гвардии капитан Григорий Скляр посмертно был удостоен высокого звания Героя Советского Союза.

## Награды
- Медаль «Золотая Звезда» (4 июня 1944);
- Орден Ленина (4 июня 1944);
- Орден Красной Звезды;
- медали;
- Навечно зачислен в списки личного состава воинской части[2].

## Память
- Имя на Стеле Героев в Кривом Роге;
- Именем названа школа № 32 в Кривом Роге[2];
- Памятник-бюст в Ярославле[2].